# Wesley Coe
Wesley Coe (William Wesley Coe Jr.; * 8. Mai 1879 in Boston; † 24. Dezember 1926 in Bozeman) war ein US-amerikanischer Kugelstoßer.
1901 und 1902 wurde er britischer Meister. 
Bei den Olympischen Spielen 1904 in St. Louis gewann er mit 14,40 m die Silbermedaille hinter seinem Landsmann Ralph Rose, der mit 14,81 m einen Weltrekord aufstellte.
1905 wurde er mit der Weltbestleistung von 15,09 m US-Meister, und 1906 verteidigte er diesen Titel. Bei den Olympischen Spielen 1908 in London wurde er Vierter. 
Beim Tauziehen der Spiele in London belegte er mit der US-Mannschaft den fünften Platz.